# アイ・キャン・オンリー・イマジン 明日へつなぐ歌
『アイ・キャン・オンリー・イマジン 明日へつなぐ歌』（原題:I Can Only Imagine）は2018年にアメリカ合衆国で公開された宗教映画である。監督はアーウィン兄弟、主演はJ・マイケル・フィンレイが務めた。本作はバート・ミラードが作詞・作曲を手掛け、マーシーミーが2001年に発表した楽曲『I Can Only Imagine』の誕生秘話を描いた作品である。

## ストーリー
10歳のバート・ミラードはクリスチャンのキャンプに参加することになった。例えほんの数日であっても、暴力的な父親（アーサー）の抑圧から逃れられることは、バートにとって大きな喜びであった。バートはキャンプで出会ったシャノンと親しくなった。帰宅後、バートは母親の姿が見えないことに気が付いた。母親は夫の抑圧に耐えかねて家を飛び出してしまったのである。それに苛立っていたアーサーは怒りを息子にぶつけた。
高校生になったバートはフットボールの選手を目指して日々努力する一方で、シャノンと交際を始めていた。そんなある日、バートは試合中の事故で両足を骨折してしまい、プロへの道が断たれることになった。バートは音楽コースに編入することになり、音響に関する技術を学ぶことになった。作業中、バートが誰もいない部屋で歌っていると、そこに音楽科の教員（フィンチャー）が通りかかった。フィンチャーはバートに歌の才能があると確信し、彼をミュージカル『オクラホマ!』の主役に抜擢した。アーサーとの確執が残っていたため、バートは自分の晴れ舞台に父親を招待できずにいた。その頃、アーサーはがんと闘病していたにも拘わらず、やはり確執が原因で自分の病状を息子に打ち明けられずにいた。シャノンはバートとアーサーの関係修復に動いたが、それが原因でバートと破局することになった。バートは卒業後に故郷を離れ、ミュージシャンになる夢を叶えるべく都会に打って出ることにした。
都会にやって来たバートはマーシーミーの前進となるバンドに所属した。ライブ活動の結果、バートたちはキリスト教音楽のプロデューサーとして名高いスコット・ブリッケルの目に留まった。ブリッケルはナッシュビルでのライブを手配し、一行をエイミー・グラント、マイケル・W・スミスのような大物ミュージシャンに引き合わせた。ミュージシャンへの道が開けたバートは、これをきっかけにシャノンとよりを戻そうとしてライブのチケットを送った。シャノンがライブに来なかったことは残念だったが、観客からの評判は上々であった。バートたちは音楽産業の重鎮たちとの会合に臨んだが、彼らの批評は辛辣極まりないものであった。すっかり意気消沈したバートは「父親が夢を見ることに反対したのは正当だった」と思い、バンドを解散して故郷に帰ろうとした。ブリッケルはそんなバートを「1回の失敗で挫けてどうする」と激励した。彼のアドバイスを受けて、バートはアーサーと真剣に話し合うことにした。
アーサーと和解したバートだったが、程なくしてアーサーはガンのために亡くなった。一連の経験を踏まえて、バートは『I Can Only Imagine』という曲を書き上げた。この曲はバートにとって入魂の一曲であったのは間違いないが、それが音楽史に残るヒット曲になるとは本人も予想していなかった。

## キャスト
- J・マイケル・フィンレイ - バート・ミラード
  - ブロディ・ローズ - 子供時代のバート
- デニス・クエイド - アーサー・ミラード、バートの父親
- クロリス・リーチマン - バートの祖母
- マデリン・キャロル - シャノン
  - ティーゲン・バーンズ - 子供時代のシャノン
- トレイス・アドキンス - スコット・ブリッケル
- プリシラ・シャイラー - ミセス・フィンチャー
- ニコール・デュポート - エイミー・グラント
- ジェイク・B・ミラー - マイケル・W・スミス
- マーク・ファーズ - ネイサン

## 製作
2016年12月、マーシーミーのヒット曲『I Can Only Imagine』の誕生秘話が映画化されると報じられた。2017年1月、J・マイケル・フィンレイ、デニス・クエイド、クロリス・リーチマン、トレイス・アドキンスの出演が決まった。なお、長らくブロードウェイで活動してきたフィンレイにとって、本作が映画デビュー作となった。8月、ライオンズゲートとロードサイド・アトラクションズが本作の配給権を獲得したとの報道があった。

## 興行収入
本作は『トゥームレイダー ファースト・ミッション』や『Love, サイモン 17歳の告白』と同じ週に公開され、公開初週末に200万ドルから400万ドルを稼ぎ出すと予想されていたが、公開初日だけで620万ドルを稼ぎ出すという予想外のヒットを記録した。2018年3月16日、本作は全米1629館で封切られ、公開初週末に1710万ドルを稼ぎ出し、週末興行収入ランキング初登場3位となった。この数字は宗教映画としては歴代4位となる数字であった。

## 評価
本作は批評家から好意的に評価されている。映画批評集積サイトのRotten Tomatoesには22件のレビューがあり、批評家支持率は68%、平均点は10点満点で6点となっている。サイト側による批評家の見解の要約は「『アイ・キャン・オンリー・イマジン 明日へつなぐ歌』が発するメッセージはキリスト教を信仰する観客に絶大なインパクトを与えるだろう。しかし、全体を見れば、同作における演技とストーリーテリングは宗教映画における劇的な進歩を示している。」となっている。また、Metacriticには7件のレビューがあり、加重平均値は29/100となっている。なお、本作のCinemaScoreは最高値A+となっている。